# Houston Texans 2024
La stagione 2024 degli Houston Texans è stata la 22ª della franchigia nella National Football League, la seconda con DeMeco Ryans come capo-allenatore.

## Scelte nel Draft 2024
| Scelte dei Texans nel Draft 2024 |        |                    |       |            |                               |
| Giro                             | Scelta | Giocatore          | Ruolo | College    | Note                          |
| 2                                | 42     | Kamari Lassiter    | CB    | Georgia    | da Minnesota                  |
| 2                                | 59     | Blake Fisher       | OT    | Notre Dame |                               |
| 3                                | 78     | Calen Bullock      | S     | USC        | Da Philadelphia               |
| 4                                | 123    | Cade Stover        | TE    | Ohio State | Da Philadelphia via Cleveland |
| 6                                | 188    | Jamal Hill         | LB    | Oregon     |                               |
| 6                                | 205    | Jawhar Jordan      | RB    | Louisville | Da Detroit Lions              |
| 7                                | 238    | Solomon Byrd       | DE    | USC        | da New Orleans                |
| 7                                | 247    | Marcus Harris      | DT    | Auburn     |                               |
| 7                                | 249    | LaDarius Henderson | G     | Michigan   | Da Detroit                    |

## Staff
| Staff degli Houston Texans |
| --- |
| Organi dirigenziali - Proprietario – Janice McNair - Amministratore delegato – Cal McNair - Presidente – Greg Grissom - General manager – Nick Caserio - Vice presidente esecutivo delle operazioni del football – Jack Easterby - Vice presidente esecutivo/consulente generale – Greg Kondritz - Direttore delle operazioni del football – Clay Hampton - Assistente delle operazioni del personale dei giocatori – Matt Bazirgan - Assistente delle operazioni del personale dei giocatori – James Liipfert - Direttore dello sviluppo della squadra – Dylan Thompson Capo allenatore - Capo–allenatore – DeMeco Ryans Altri allenatori - Preparatore atletico – Mike Eubanks - Assistente p.a. – James Hardy - Assistente p.a. – Joe Distor - Assistente p.a. – Pat Moorer Allenatori dell'attacco - Coordinatore offensivo – Pep Hamilton - Running back – Danny Barrett - Wide receiver/gioco sui passaggi – Ben McDaniels - Tight end – Tim Berbenich - Offensive line – George Warhop - Assistente offensive line – Hal Hunter - Assistente attacco – DeNarius McGhee - Assistente attacco – Robbie Picazo - Assistente attacco/quarterback – Ted White Allenatori della difesa - Defensive line – Jacques Cesaire - Assistente defensive line – Kenyon Jackson - Linebacker – Miles Smith - Cornerback – Dino Vasso - Safety – Joe Danna - Assistente difesa – Ben Bolling - Assistente difesa/nickel – Ilir Emini - Assistente difesa – Dele Harding Allenatori dello special team - Coordinatore dello Special team – Frank Ross - Assistente special team – Sean Baker |

## Roster
| Roster degli Houston Texans |
| --- |
| Quarterback - 10 Davis Mills - 7 C.J. Stroud Running Back - 22 Cam Akers - 44 British Brooks - 28 Joe Mixon - 33 Dare Ogunbowale - 31 Dameon Pierce Wide Receiver - 12 Nico Collins - 3 Tank Dell - 1 Stefon Diggs - 19 Xavier Hutchinson - 8 John Metchie III - 82 Steven Sims - 2 Robert Woods Tight End - 9 Brevin Jordan - 86 Dalton Schultz - 87 Cade Stover Offensive Linemen - 64 Nick Broeker G - 57 Blake Fisher T - 53 Kendrick Green C - 76 Kenyon Green G - 71 Tytus Howard T - 69 Shaq Mason G - 68 Jarrett Patterson C - 70 Juice Scruggs C - 78 Laremy Tunsil T Defensive Linemen - 51 Will Anderson Jr. DE - 95 Derek Barnett DE - 94 Khalil Davis DT - 97 Mario Edwards Jr. DT - 91 Folorunso Fatukasi DT - 52 Jerry Hughes DE - 55 Danielle Hunter DE - 98 Tim Settle DT Linebacker - 0 Azeez Al-Shaair OLB - 35 Jake Hansen OLB - 43 Neville Hewitt OLB - 56 Jamal Hill OLB - 13 Del'Shawn Phillips OLB - 39 Henry To'oTo'o MLB Defensive Back - 17 Kris Boyd CB - 30 Myles Bryant CB - 41 Calen Bullock FS - 14 Kamari Lassiter CB - 23 Eric Murray SS - 11 Jeff Okudah CB - 5 Jalen Pitre SS - 29 M.J. Stewart FS - 24 Derek Stingley Jr. CB - 20 Jimmie Ward FS Special Team - 15 Kaʻimi Fairbairn K - 6 Tommy Townsend P - 46 Jon Weeks LS Lista delle riserve - 96 Denico Autry DE (Sospeso) - 48 Christian Harris OLB (IR) - 77 LaDarius Henderson G (NF-Inj.) - 36 Brandon Hill FS (IR) - 93 Kurt Hinish DT (IR) - 92 Dylan Horton DE (NF-Ill.) - 42 Jawhar Jordan RB (IR) - 40 Dalton Keene TE (IR) - 18 Case Keenum QB (IR) - 72 Pheldarius Payne DE (IR) - 84 Teagan Quitoriano TE (IR) - -- Jaylon Thomas T (Waived/injured) Squadra di allenamento - 50 Solomon Byrd DE - 62 Braeden Daniels T - 73 Cameron Erving T - 79 Malik Fisher DE - 83 Cole Fotheringham TE - 34 Troy Hairston FB - 59 Marcus Harris DT - 88 Johnny Johnson III WR - 89 Xavier Johnson WR - 32 Mark Perry SS - 37 D'Angelo Ross CB - 75 David Sharpe T - 16 Kedon Slovis QB - 38 J.J. Taylor RB - 45 Max Tooley OLB - 47 Ezekiel Turner LB - 66 Kilian Zierer T Roster aggiornato al 31 agosto 2024 53 attivi, 10 inattivi, 17 nella squadra di allenamento |
| Legenda - I rookie sono in corsivo. - Il primo ruolo è il principale mentre gli eventuali successivi indicano i ruoli secondari. - (IR) sta per Injured Reserve ed indica la lista ristretta per un solo giocatore infortunato che può tornare ad allenarsi dopo la settimana 6 e a rientrare in prima squadra dopo che questa ha giocato 8 partite. - (NF-Inj.) / (NF-Ill.) stanno rispettivamente per Non-Football Injured e Non-Football Illness ed indicano le liste dove viene inserito un giocatore che ha un infortunio o una malattia non dipendente dal football americano. - (PUP) sta per Physically Unable to Perform ed indica la lista dove viene inserito un giocatore mentre è in attesa di recuperare la condizione fisica. Nella stagione regolare dopo la sesta partita giocata dalla propria squadra, il giocatore ha tempo tre settimane per riprendere ad allenarsi, più tre settimane aggiuntive dal suo rientro agli allenamenti per rientrare in prima squadra. |

## Precampionato
Il 26 marzo 2024 fu annunciato che i Texans avrebbero affrontato i Chicago Bears il 1º agosto 2024 nella partita della Pro Football Hall of Fame: per i Texans fu introdotto il primo giocatore della sua storia nella Hall of Fame, il wide receiver Andre Johnson. Il 15 maggio 2024 furono annunciate le altre gare del precampionato.
| Stagione regolare |           |            |                       |           |        |                                                  |              |         |
| Settimana         | Data      | Ora (CT)   | Avversario            | Risultato | Record | Stadio                                           | TV           | Sintesi |
| Hall of Fame Game | 1º agosto | 7:20 p.m.  | @ Chicago Bears       | S 17-21   | 0-1    | Tom Benson Hall of Fame Stadium (Canton in Ohio) | ESPN/ABC     | Sintesi |
| 1                 | 9 agosto  | 6:20 p.m.  | @ Pittsburgh Steelers | V 20-12   | 1-1    | Acrisure Stadium                                 | ABC 13 (ABC) | Sintesi |
| 2                 | 17 agosto | 12:00 p.m. | New York Giants       | V 28-10   | 2-1    | NRG Stadium                                      | ABC 13 (ABC) | Sintesi |
| 3                 | 24 agosto | 12:00 p.m. | Los Angeles Rams      | V 17-15   | 3-1    | NRG Stadium                                      | ABC 13 (ABC) | Sintesi |

## Stagione regolare

### Calendario
Il calendario della stagione regolare fu reso noto il 15 maggio 2024. Data e orario della gara di settimana 18 furono definiti il 29 dicembre, subito dopo lo svolgimento del diciassettesimo turno.
| Stagione regolare |                    |                    |                          |                    |                    |                    |                    |                    |
| Settimana         | Data               | Ora (CT)           | Avversario               | Risultato          | Record             | Stadio             | TV                 | Sintesi            |
| 1                 | 8 settembre        | 12:00 p.m.         | @ Indianapolis Colts     | V 29-27            | 1-0                | Lucas Oil Stadium  | CBS                | Sintesi            |
| 2                 | 15 settembre       | 7:20 p.m.          | Chicago Bears (S)        | V 19-13            | 2-0                | NRG Stadium        | NBC                | Sintesi            |
| 3                 | 22 settembre       | 12:00 p.m.         | @ Minnesota Vikings      | S 7-34             | 2-1                | U.S. Bank Stadium  | CBS                | Sintesi            |
| 4                 | 29 settembre       | 12:00 p.m.         | Jacksonville Jaguars     | V 24-20            | 3-1                | NRG Stadium        | CBS                | Sintesi            |
| 5                 | 6 ottobre          | 12:00 p.m.         | Buffalo Bills            | V 23-20            | 4-1                | NRG Stadium        | CBS                | Sintesi            |
| 6                 | 13 ottobre         | 12:00 p.m.         | @ New England Patriots   | V 41-21            | 5-1                | Gillette Stadium   | CBS                | Sintesi            |
| 7                 | 20 ottobre         | 12:00 p.m.         | @ Green Bay Packers      | S 22-24            | 5-2                | Lambeau Field      | CBS                | Sintesi            |
| 8                 | 27 ottobre         | 12:00 p.m.         | Indianapolis Colts       | V 23-20            | 6-2                | NRG Stadium        | CBS                | Sintesi            |
| 9                 | 31 ottobre         | 7:15 p.m.          | @ New York Jets (T)      | S 13-21            | 6-3                | MetLife Stadium    | Prime Video        | Sintesi            |
| 10                | 10 novembre        | 7:20 p.m.          | Detroit Lions (S)        | S 23-26            | 6-4                | NRG Stadium        | NBC                | Sintesi            |
| 11                | 18 novembre        | 7:15 p.m.          | @ Dallas Cowboys (M)     | V 34-10            | 7-4                | AT&T Stadium       | ESPN               | Sintesi            |
| 12                | 24 novembre        | 12:00 p.m.         | Tennessee Titans         | S 27-32            | 7-5                | NRG Stadium        | CBS                | Sintesi            |
| 13                | 1º dicembre        | 12:00 p.m.         | @ Jacksonville Jaguars   | V 23-20            | 8-5                | EverBank Stadium   | Fox                | Sintesi            |
| 14                | Settimana di pausa | Settimana di pausa | Settimana di pausa       | Settimana di pausa | Settimana di pausa | Settimana di pausa | Settimana di pausa | Settimana di pausa |
| 15                | 15 dicembre        | 12:00 p.m.         | Miami Dolphins           | V 20-12            | 9-5                | NRG Stadium        | CBS                | Sintesi            |
| 16                | 21 dicembre        | 12:00 p.m.         | @ Kansas City Chiefs (S) | S 19-27            | 9-6                | Arrowhead Stadium  | NBC                | Sintesi            |
| 17                | 25 dicembre        | 3:30 p.m.          | Baltimore Ravens         | S 2-31             | 9-7                | NRG Stadium        | Netflix            | Sintesi            |
| 18                | 5 gennaio          | 12:00 p.m.         | @ Tennessee Titans       | V 23-14            | 10-7               | Nissan Stadium     | CBS                | Sintesi            |

Note:
- Gli avversari della propria division sono in grassetto.
- Il simbolo "@" indica una partita giocata in trasferta.
- (M) indica il Monday Night Football, (T) il Thursday Night Football e (S) il Sunday Night Football.

## Play-off
Al termine della stagione regolare i Texans arrivarono primi nella AFC South con un record di 10 vittorie e 7 sconfitte, qualificandosi ai play-off come testa di serie (seed) numero 4. Con la vittoria nella gara delle Wild card sui Chargers avanzarono al turno dei Divisional play-off dove furono sconfitti da Kansas City.
| Play-off   |            |            |                          |           |        |                   |          |         |
| Turno      | Data       | Ora (CT)   | Avversario (seed)        | Risultato | Record | Stadio            | TV       | Sintesi |
| Wild Card  | 11 gennaio | 12:30 p.m. | Los Angeles Chargers (5) | V 32-12   | 1-0    | NRG Stadium       | CBS      | Sintesi |
| Divisional | 18 gennaio | 3:30 p.m.  | @ Kansas City Chiefs (1) | S 14-23   | 1-1    | Arrowhead Stadium | ESPN/ABC | Sintesi |

Note:
- Il simbolo "@" indica una partita giocata in trasferta.

## Premi

### Premi settimanali e mensili
- Joe Mixon:

giocatore offensivo della AFC della settimana 1
- Ka'imi Fairbairn:

giocatore degli special team della AFC della settimana 2
giocatore degli special team della AFC della settimana 5
- Will Anderson Jr.:

difensore della AFC della settimana 6
difensore della AFC del mese di ottobre
- Derek Stingley Jr.:

difensore della AFC della settimana 15